# セオドア・ドライザー停留所
セオドア・ドライザー停留所 (セオドア・ドライザーていりゅうじょ、ウクライナ語:Теодора Драйзера) は、ウクライナキーウ特別市デスニャンスキー区にあるキーウ・ライトレール左岸線の駅である。

## 歴史
- 2000年5月26日 -ドライザー停留所として開業。
- 2008年 - セオドア・ドライザー停留所に改称。
- 2009年1月1日 - 路線の改良工事のため休止される。
- 2012年10月24日 - 駅の営業を再開。

## 駅構造
相対式ホーム2面2線を有する地上駅である。

## 隣の駅
キーウパストランス
キーウ・ライトレール左岸線
カシュタノワ停留所 - セオドア・ドライザー停留所 - セルジュ・リファール停留所